# Che Bunce
Che Bunce (* 29. August 1975 in Auckland) ist ehemaliger neuseeländischer Fußballspieler. Der Abwehrspieler wurde 1998 mit der neuseeländischen Nationalmannschaft Ozeanienmeister und war im Laufe seiner Karriere in Dänemark, England, Irland, Island und Neuseeland tätig. 

## Vereinskarriere
Bunce begann seine Karriere 1992 beim englischen Klub Sheffield United, blieb dort aber ohne Ligaeinsatz und kehrte 1995 nach Neuseeland zurück. Nach zwei Jahren bei den Napier City Rovers wechselte er Anfang 1997 für drei Jahre zum isländischen Klub Breiðablik UBK. 1999 kehrte er erneut nach Neuseeland zurück und spielte für drei Saisons beim neu gegründeten Klub Football Kingz, der an der australischen National Soccer League teilnahm. 
Anfang 2003 folgte ein halbjähriges Gastspiel beim irischen Verein Drogheda United, bevor er für eine Saison beim dänischen Zweitligisten Randers FC unter Vertrag stand. 2004 bis 2006 spielte er für Waikato FC in der New Zealand Football Championship. Für die Spielzeit 2006/07 kehrte er zu den Football Kingz zurück, die mittlerweile unter dem Namen New Zealand Knights in der A-League spielten. Als Kapitän bestritt er 19 der 21 Ligaspiele, bevor das Team zum Saisonende aufgelöst wurde. 
Bunce unterschrieb bereits kurz nach Saisonschluss Ende Januar einen Vertrag beim englischen Zweitligisten Coventry City, blieb aber bis zu seinem Vertragsende im Sommer 2007 ohne Einsatz. Die Saison 2007/08 spielte er erneut bei Waikato FC, im Sommer 2008 wechselte er zum Ligakonkurrenten Hawke’s Bay United. Nach einem Jahr kehrte er zurück und beendete im Jahr 2010 seine Laufbahn.

## Nationalmannschaft
Bunce spielte zwischen 1998 und 2007 29-mal in der neuseeländischen A-Nationalmannschaft und erzielte dabei 2 Tore. 1998 und 2000 stand er mit Neuseeland im Finale um den OFC-Nationen-Pokal. Während man sich 1998 gegen Australien mit 1:0 durchsetzte unterlag man zwei Jahre später mit 0:2. 
Aufgrund des Erfolgs von 1998 war man auch für den Konföderationen-Pokal 1999 qualifiziert. Beim dortigen Vorrundenaus der All Whites kam Bunce im letzten Gruppenspiel gegen Brasilien zu seinem einzigen Turniereinsatz.